# Torranee Ni Nee Krai Krong
Torranee Ni Nee Krai Krong (tailandés: ธรณีนี่นี้ใครครอง, inglés: Who Does This Earth Belong To?), es una serie de televisión tailandesa transmitida del 29 de junio del 2012 hasta el 4 de agosto del 2012 por medio de la cadena Channel 3.

## Sinopsis
Daeng, es una agradable y amable mujer que a forjado su vida trabajando en la agricultura, cuando su nieto Athit es enviado por su familia a trabajar en la granja para pagar una deuda de su padre, Daeng confía en él y lo recibe con los brazos abiertos. Cuando Athit se muda a la granja, conoce a Darunee, una joven que había sido adoptada por Daeng como su hermana menor.
Cuando Athit y Darunee se conocen, sólo pelean y no confían entre ellos. Cuando Daeng muere le deja a Athit en su testamento cuidar de toda la herencia y de ser el tutor de Darunee hasta que ella se graduara.
Como guardián de Darunee, la relación entre ambos mejora y poco a poco comienzan a darse cuenta de que en realidad se aman desde que eran jóvenes, pero ambos intentan esconder sus verdaderos sentimientos. Las cosas no ayudan cuando una serie de malentendidos hace que Athit crea que Duranee está enamorada de Vethang, y ella cree que Athit está enamorado de Tunlayanee, por lo que siguen negando sus sentimientos creyendo que así van a ser felices.
Finalmente cuando logran aclarar los malentendidos, ambos revelan sus verdaderos sentimientos y después de que Athit le propusiera matrimonio a Duranee, la pareja se casa y vive felizmente en la granja que les dejó la abuela Daeng y en la que tanto han trabajado, junto a sus amigos.

## Reparto

### Personajes principales
| Actor             | Personaje | Ocupación   | N.º de episodios | Duración |
| ----------------- | --------- | ----------- | ---------------- | -------- |
| Nadech Kugimiya   | Athit     | Agricultor  | 17               | 2012     |
| Urassaya Sperbund | Darunee   | Agricultora | 17               | 2012     |

### Personajes secundarios
| Actor                                | Personaje         | Ocupación             | N.º de episodios | Duración |
| ------------------------------------ | ----------------- | --------------------- | ---------------- | -------- |
| Duangta "Took" Tungkamanee           | Abuela Daeng      | Abuela de Athit       | -                | 2012     |
| Vivid "Tee" Bavornkiratikajorn       | Vethang "Ve"      | Primo de Athit        | -                | 2012     |
| Sumonthip "Gubgib" Leuanguthai       | Wiyada            | Hermana de Vethang    | -                | 2012     |
| Daraneenuch Pothipiti                | Tía Kaew          | Criada                | -                | 2012     |
| Kluay Chernyim                       | Tío Kreng         | -                     | -                | 2012     |
| Wayne Falconer                       | Pravate           | -                     | -                | 2012     |
| Chalermpol "Jack" Tikampornwong      | Aueng             | Empleado / Agricultor | -                | 2012     |
| Phanudet Watanasuchart               | Prawit            | -                     | -                | 2012     |
| Savitree "Beau" Suttichanond         | Tunlayanee "Toon" | Amiga de Darunee      | -                | 2012     |
| Kanokpong Anurakjanyong              | Pan               | -                     | -                | 2012     |
| Akarin Areerak (aka. Ae Chernyim)    | Tod               | -                     | -                | 2012     |
| Benjapol "Golf" Cheuyaroon           | Paitoon           | -                     | -                | 2012     |
| Rungthong Ruamthong                  | Wilailak          | -                     | -                | 2012     |
| Thansita "Chompoo" Suwacharathanakit | Thongprasri       | -                     | -                | 2012     |
| Sirinuch Petch-Urai                  | Kamma             | -                     | -                | 2012     |
| Santi Santiwechakul                  | Singthong         | -                     | -                | 2012     |
| Jaturong Korimas                     | Thongbai          | -                     | -                | 2012     |
| Pajaree "Poodle" Na Nakorn           | Tu                | -                     | -                | 2012     |
| Thiparin Yodthanasawas               | Thongprasarn      | -                     | -                | 2012     |
| Nawaporn Boonmee                     | Thongprasom       | -                     | -                | 2012     |
| Tassawan Seneewongse                 | Bunsap            | -                     | -                | 2012     |

## Episodios
La serie estuvo conformada por 17 episodios, los cuales fueron emitidos todos los viernes, sábados y domingos a través de Channel 3.

## Música
Los temas de inicio es "Aab Chob" ("Secretly Admiring") de La-Ong-Fong, así como las canciones "Hai Rak Man Toh Nai Jai" ("Let Love Grow Up In My Heart") cantada por Nadech Kugimiya y Ar-Karn Rak ("Symptoms of Love") interpretada por Urassaya Sperbund.
Mientras que el tema de cierre es Khon Bon Fah Tongkarn Hai Rak ("Someone On Heaven Wants Us To Love Each Other") de Pongsak "Aof" Rattanapong & Lydia Sarunrat "Dear" Visutthithada.
| No. | Artista (as)                 | Canción                       | Título en inglés                                | Notas |
| --- | ---------------------------- | ----------------------------- | ----------------------------------------------- | ----- |
| 1   | Nadech Kugimiya              | Hai Rak Man Toh Nai Jai       | "Let Love Grow Up In My Heart"                  | -     |
| 2   | Pongsak Rattanaphong & Lydia | Khon Bon Fah Tongkarn Hai Rak | "Someone On Heaven Wants Us To Love Each Other" | -     |
| 3   | Urassaya Sperbund            | Ah Karn Rak (อาการรัก)         | "Symptoms of Love"                              | -     |
| 4   | La-Ong-Fong                  | Aab Chob                      | "Secretly Admiring"                             | -     |
| 5   | Vivid Bavornkiratikajorn     | Ja Lerk Jao Choo              | "I Will Stop Being Flirty"                      | -     |

## Premios y nominaciones
| Año  | Categoría                       | Premio                      | Nominado (a)               | Resultado |
| ---- | ------------------------------- | --------------------------- | -------------------------- | --------- |
| 2013 | Seventeen Choice Actor          | Seventeen Teen Choice Award | Nadech Kugimiya            | Ganó      |
| 2013 | Seventeen Choice Actress        | Seventeen Teen Choice Award | Urassaya Sperbund          | Ganó      |
| 2013 | Best Leading Actor              | Top Award                   | Nadech Kugimiya            | Ganó      |
| 2013 | Best Leading Actress            | Top Award                   | Urassaya Sperbund          | Nominada  |
| 2013 | Best Actress                    | 25th Mekala Award           | Urassaya Sperbund          | Ganó      |
| 2013 | Popular Female Star of the Year | 25th Mekala Award           | Urassaya Sperbund          | Ganó      |
| 2013 | Popular Male Star of the Year   | 25th Mekala Award           | Nadech Kugimiya            | Ganó      |
| 2013 | Best Society Lakorn             | 25th Mekala Award           | Torranee Ni Nee Krai Krong | Ganó      |
| 2013 | Best Leading Actor              | Daradaily The Great Award   | Nadech Kugimiya            | Ganó      |
| 2013 | Best Leading Actress            | Daradaily The Great Award   | Urassaya Sperbund          | Nominada  |
| 2013 | Hot Girl of the Year            | Daradaily The Great Award   | Urassaya Sperbund          | Ganó      |
| 2013 | Most Popular Actress            | 10th Kom Chad Luek Award    | Urassaya Sperbund          | Ganó      |
| 2013 | Most Popular Lakorn             | 10th Kom Chad Luek Award    | Torranee Ni Nee Krai Krong | Ganó      |
| 2013 | Best Leading Actor              | 4th Annual Nattaraj Award   | Nadech Kugimiya            | Ganó      |
| 2013 | 100 Most Spicy Idols            | Spicy Award                 | Urassaya Sperbund          | Ganó      |
| 2012 | Seventeen Choice Hottie Male    | Seventeen Teen Choice Award | Nadech Kugimiya            | Ganó      |
| 2012 | Seventeen Choice Hottie Female  | Seventeen Teen Choice Award | Urassaya Sperbund          | Ganó      |
| 2012 | Most Popular Actor              | TV3 Fanclub Award           | Nadech Kugimiya            | Ganó      |
| 2012 | Most Popular Actress            | TV3 Fanclub Award           | Urassaya Sperbund          | Ganó      |
| 2012 | Popular Lakorn                  | TV3 Fanclub Award           | Torranee Ni Nee Krai Krong | Ganó      |

## Producción
La serie fue dirigida por Paajaew Yuthana Lorphanpaibul, producida por Mam Thitima Sangkhapitak y el guion estuvo a cargo de Jaew Yuthana Lorphanpaibul.
La serie contó con el apoyo de la compañía de producción "No Problem" y fue distribuida por Channel 3 (Thai TV 3).
La primera versión del drama transmitido en 1998 estuvo protagonizada por Piyatida "Pock" Woramusik y Andrew "Andy" Gregson.